# Parafia Świętych Kosmy i Damiana w Telatyczach
Parafia Świętych Kosmy i Damiana – parafia prawosławna w Telatyczach, w dekanacie Siemiatycze diecezji warszawsko-bielskiej.
Na terenie parafii funkcjonują 2 cerkwie:
- cerkiew Świętych Kosmy i Damiana w Anusinie – parafialna
- cerkiew Ścięcia Głowy św. Jana Chrzciciela w Telatyczach – cmentarna

## Historia
Pierwsze pisemne wzmianki o cerkwi prawosławnej w Telatyczach pochodzą z 1629. W zachowanym opisie świątyni z 1725 można przeczytać: „...szopka prosta barzo mizerna między słupy deskami zarzucona bez podłogi. Mieyscami słoma trocha a mieyscami Niebem pokryta...”. Dalsze losy tej cerkwi nie są znane. O istnieniu parafii świadczą natomiast księgi metrykalne z lat 1777–1801. Nowa cerkiew powstała prawdopodobnie w latach 1799–1802.
Do dziś zachowały się księgi metrykalne z lat 1827–1834, z których wiadomo o ówczesnym zasięgu parafii – w jej skład wchodziły wsie: Piszczatka, Siemichocze, Stowpcy (Stołby), Tymianka i Wierzchpole (Werpol). W 1847 wspólnota miała 978 wiernych. W 1864 przy parafii powstało bractwo. W 1865 wyremontowano cerkiew parafialną, a w 1867 wzniesiono świątynię cmentarną. W 1870 otwarto szkołę przycerkiewną, a kilkanaście lat później – szkołę gramoty, a także szkołę ludową w Siemichoczach. W 1878 parafia telatycka liczyła już 1095 osób.
Na początku XX wieku w pobliskim Anusinie wzniesiono nową cerkiew parafialną pod wezwaniem Świętych Kosmy i Damiana (poprzednie świątynie nosiły wezwanie Wniebowstąpienia Pańskiego), konsekrowaną 22 października 1903. Parafia w owym czasie należała do dekanatu wysokolitewskiego eparchii grodzieńsko-brzeskiej Rosyjskiego Kościoła Prawosławnego i liczyła ponad 1600 wiernych; dysponowała też znacznymi dobrami ziemskimi.
Działalność parafii przerwała I wojna światowa i udanie się większości parafian w głąb Rosji. W latach 1918–1920 ludność zaczęła powracać z bieżeństwa. Parafia w Telatyczach zyskała status etatowej i została włączona do diecezji pińsko-poleskiej Polskiego Autokefalicznego Kościoła Prawosławnego. W 1938 wzniesiono nową cerkiew cmentarną pod wezwaniem Ścięcia Głowy św. Jana Chrzciciela (na granicy ze wsią Werpol). Po II wojnie światowej parafię włączono do dekanatu siemiatyckiego diecezji warszawsko-bielskiej. W 1949 wspólnota liczyła 2050 wyznawców.
W 1951 Skarb Państwa przejął większość gruntów cerkiewnych, które parafia odzyskała dopiero w 1995. W latach 60. cerkiew Świętych Kosmy i Damiana ogrodzono, a także zmodernizowano budynki parafialne. W 1970 wyremontowano cerkiew cmentarną. Sam cmentarz (o powierzchni ok. 2 ha) władze państwowe zawłaszczyły na nekropolię komunalną, jednak w 1995 został odzyskany wyłącznie na potrzeby parafii. W latach 70. XX w. cerkiew parafialną zelektryfikowano oraz wymieniono pokrycie dachu, natomiast w latach 1992–1995 gruntownie wyremontowano wnętrze świątyni. W latach 1999–2001 zbudowano nowy dom parafialny. W pierwszych latach XXI w. ogrodzono plebanię, odmalowano wnętrze cerkwi i wymieniono w niej instalację elektryczną, wyremontowano ogrodzenie wokół cerkwi, posesję wyłożono kostką brukową i wzniesiono kapliczkę do poświęcenia wody. W 2009 wyremontowano wnętrze kaplicy cmentarnej. W 2011 odnowiono elewację cerkwi, zmieniając kolor z zielonego na brązowy.
Od lat 50. XX w. nastąpił znaczny spadek liczby parafian, spowodowany migracją do ośrodków miejskich (Białystok, Bielsk Podlaski, Siemiatycze, Warszawa). W 2013 r. do parafii należało około 450 wiernych.
W skład parafii wchodzą wsie: Telatycze, Anusin, Borysowszczyzna, Litwinowicze, Piszczatka, Siemichocze, Stołbce, Tymianka, Werpol oraz Wilanowo (część).

## Wykaz proboszczów
- 01.1952 – 09.1952 – o. ihumen Alipiusz (Antoni Kołodko)
- od 2001 – ks. Cezary Nowicki